# Hein (geslacht)
Hein (ook: Vlielander Hein en Faijan Vlielander Hein) is de naam van een Nederlandse, oorspronkelijk uit Duitsland afkomstige familie die in 1970 werd opgenomen in het Nederland's Patriciaat.

## Geschiedenis
De stamreeks begint met Johannes Hein die waarschijnlijk omstreeks 1650/1660 werd geboren en woonde in Drinsahl, kerspel Nümbrecht. Zijn kleinzoon, Johannes Peter Hein (1709-1783), was schout van Alsbach (Westerwald). Twee kleinkinderen van de laatste vestigden zich in Leiden.
Johan Wilhelm Hein (1804-1880) trouwde in 1835 met Maria Johanna Magdalena Faijan Vlielander (1813-1861); via haar kwam de heerlijkheid Rockanje in de familie. Twee zonen van hen kregen naamstoevoeging waardoor de takken Vlielander Hein en Faijan Vlielander Hein ontstonden.
De familie werd in 1970 opgenomen in het Nederland's Patriciaat.

## Enkele telgen
Johann Wilhelm Hein (1734-1794), procureur te Alsbach
- Johann Ludwig Hein (1765-1807), koopman in laken te Leiden
- Johann Peter Hein (1772-1808), koopman in laken en hoeden te Leiden
  - Johan Wilhelm Hein, heer van Rockanje (1804-1880), lid gemeenteraad van Brielle, lid provinciale staten van Zuid-Holland, lid van de Eerste Kamer der Staten-Generaal, dijkgraaf van Voorne; trouwde in 1835 met Maria Johanna Magdalena Faijan Vlielander (1813-1861), dochter van Benjamin, heer van Rockanje, en Maria Faijan
    - mr. Benjamin Marius Vlielander Hein, heer van Rockanje (1838-1919), (naamstoevoeging K.B. d.d. 12 sept. 1850, nr. 57), stamvader van de tak Vlielander Hein, Haags advocaat en deken van de Orde van advocaten aldaar, en lid van de Eerste Kamer der Staten-Generaal; trouwde in 1870 met Catharina Rica Geertruida Couperus (1850-1923), lid van de familie Couperus en zus van de schrijver Louis Couperus (1863-1923)
      - Maria Johanna Magdalena Vlielander Hein (1871-1955), kunstschilderes; zij woonde jarenlang samen met Elisabeth Couperus-Baud (1867-1960), weduwe van Louis Couperus
      - Geertruida Catharina Vlielander Hein (1874-1936); trouwde in 1900 met Gustaaf Paul van Hecking Colenbrander (1860-1933), viceadmiraal
      - Johanna Wilhelmina Vlielander Hein (1875-1971); trouwde in 1900 met mr. Wilhelm Albert Telders (1871-1951), advocaat
        - prof. mr. Benjamin Marius Telders (1903-1945), hoogleraar te Leiden en verzetsstrijder, omgekomen in Bergen-Belsen, naamgever van de Teldersstichting

      - Benjamin Vlielander Hein, heer van Rockanje (1877-1956)
      - Johan Wilhelm Vlielander Hein (1881-1941), luitenant-ter-zee 2e klasse; hij trouwde in 1913 met Digna Jacoba Mijer (1883-1969), moeder van jkvr. Sylvia van Lennep (1905-1992), echtgenote van Frits Philips (1905-2005), bestuursvoorzitter van Koninklijke Philips Electronics N.V.
        - Benjamin Marius Vlielander Hein, heer van Rockanje (1914-1992), drager van het Vliegerkruis
        - Max Adolf Vlielander Hein (1919-1940), gesneuveld Leersum, 14 mei 1940

      - mr. François Emile Vlielander Hein (1882-1919), dierbare neef van Louis Couperus; trouwde in 1919 met actrice Enny Vrede (eigenlijk: Maria Magdalena Müller) (1883-1919), voormalig echtgenote van toneelregisseur Eduard Verkade (1878-1961).

    - Johan Wilhelm Hein (1842-1900), burgemeester van Nieuw-Helvoet, Nieuwenhoorn en Rockanje, lid provinciale staten van Zuid-Holland
    - Carel Servaas Faijan Vlielander Hein (1846-1900), (naamstoevoeging K.B. d.d. 26 mei 1894, nr. 49), stamvader van de tak  Faijan Vlielander Hein, notaris te Batavia; trouwde in 1875 met Joanna Cornelia Couperus (1848-1906), lid van de familie Couperus en zus van de schrijver Louis Couperus (1863-1923)
      - Catharina Geertruida Faijan Vlielander Hein (1877-1913); trouwde in 1896 met Gijsbert Diederik Advocaat (1865-1944), ambassadeur; hertrouwde in 1908 met Willem Johannes van Duysberg (1876-1960), tolk bij de Nederlandse delegatie te Peking, Ridder Militaire Willems-Orde
      - Benjamin Marius Faijan Vlielander Hein (1887-1959), makelaar te Batavia; trouwde in 1926 met jkvr. Alida Wijnckoline den Beer Poortugael (1901-1965), lid van de familie Den Beer Poortugael
        - Anna Joana Faijan Vlielander Hein (1911); trouwde in 1948 met prof. dr. Johannes Jacobus Klant (1915-1994), hoogleraar aan de Universiteit van Amsterdam

Geslachten die opgenomen zijn in het sinds 1910 verschijnende genealogische naslagwerk Nederland's Patriciaat. Lijst volgens opgave van het CBG Centrum voor familiegeschiedenis.
A · B · C · D · E · F · G · H · I · J · K · L · M · N · O · P · Q · R · S · T · U · V · W · Y · Z